# Old Man (caballo)
Old Man fue un caballo, famoso purasangre de carreras argentino y semental, nacido en 1901.
Era hijo del semental británico Orbit y de la yegua francesa Moissonneuse, hija del semental francés Dollar. Corrió 19 veces, con 18 victorias y una derrota. En dos oportunidades hizo walk-over, es decir ningún rival se atrevió a competir contra él. 
En su registro, figuran dos Premios Gran Premio Carlos Pellegrini, en 1904 y 1905; el Gran Premio Jockey Club de 1904; el Concurso de Potrillos de 1904; y el Gran Premio Nacional de 1904, coronándose ganador de la cuádruple corona de la hípica argentina ese año, siendo el segundo caballo en conseguir tal logro. Además en su carrera figuran triunfos en otros doce clásicos, entre los que destacan el Clásico Iniciación, Clásico Hipódromo Argentino, el Gran Premio de Honor (en dos oportunidades), el Clásico Chacabuco y el Clásico Belgrano. 
Fue padre de grandes ejemplares de la hípica argentina, como: Botafogo ganador de la Cuádruple Corona en 1917; Cartagena, yegua ganadora del Concurso de Potrancas y el Gran Premio Selección en 1919; Salina, otra yegua ganadora del Concurso de Potrancas de 1912; Asturiano, ganador del Gran Premio Jockey Club de 1913; entre otros. En 1912 encabezó la estadística mundial de sementales, publicada por la Bloodstock Breeders’ Review (Revista de Criadores de Bloodstock).
En su honor, actualmente en el Hipódromo de Palermo se disputa cada año el Clásico Old Man (Grupo III), reservado para potrillos, sobre una distancia de 1.400 metros.